# Список керівників держав 610 року
Список керівників держав 609 року — 610 рік — Список керівників держав 611 року — Список керівників держав за роками

## Європа
- Аварський каганат — каган Баян II (602–617)
- Арморика — король Хоель III  (594–612)
- Баварія — герцог Тассілон I (593/595—610), його змінив син герцог Гарибальд II (610–625/630)
- Британські острови:
  - Англія — бретвальда Етельберт I (591–616)
  - Бріхейніог — король Ідваллон ап Лліварх (580–620)
  - Вессекс — король Келвульф (597–611)
  - Гвінед — король Яго ап Белі (599–613)
  - Дал Ріада — король Еохайд I Жовтий мак Аедо (608–629)
  - Дівед — король  Артуір ап Петрок (595–615)
  - Думнонія — король Бледрик ап Костянтин (598–613)
  - Елмет — король Кередіг ап Гваллог (586–616)
  - Ессекс — король Саберт (604–616)
  - Каер Гвенддолеу — король Араун ап Кінварх (573 — бл. 630)
  - Кент — король Етельберт I (591–616)
  - Мерсія — король Кіорл (606–626)
  - Нортумбрія — король Етельфріт (604–616)
  - Південний Регед — король Гвайд ап Двіуг (593–613)
  - Північний Регед — король Елфін ап Оуен (595–616)
  - Королівство піктів — король Нехтон II (599–620)
  - Королівство Повіс — король Кінан Гаруін (бл. 560 — бл. 610), його змінив син король Селів Бойовий Змій (бл. 610–613)
  - Стратклайд(Альт Клуіт) — король Рідерх Щедрий (580–613)
  - Східна Англія — король Редвальд (593–624)
- Бро Варох — король Канао II (594–635)
- Вестготське королівство — король Віттеріх (603–610), після його вбивства почав правити король Гундемар (610–612)
- Візантійська імперія — імператор Фока (602–610), внаслідок громадянської війни, його скинув і почав правити імператор Іраклій (610–641)
  - Африканський екзархат — екзарх Іраклій (598–610), його змінив екзарх Григорій (610–647)
  - Равеннський екзархат — екзарх Смарагд (603–611)
- Домнонія — король Юдікаель Святий (610–640)
- Ірландія — верховний король Аед Уаріднах (604–612)
  - Айлех — король Аед Уаріднах (604–612)
  - Коннахт — король Маел Котад (601/602 — 622)
  - Ленстер — король Ронан мак Колман (605–624)
  - Манстер — король Фінген мак Аедо Дуйб (600–618)
  - Улад — король Фіахне мак Баетан (588–626)
- Королівство лангобардів — король Агілульф (590–615/616)
  - Герцогство Беневентське— герцог Арехіз I (591–641)
  - Герцогство Сполетське — герцог Теоделап (602–650)
  - Герцогство Фріульське — герцог Гізульф II (590–610), після нього спільно правили два його сини герцог Тассо (610–617) та герцог Какко (610–617)
- Святий Престол — папа римський Боніфацій IV (608–615)
- Франкське королівство
  - Австразія —
    - король Теодеберт II (596–612)
    - мажордом Радон (607–612)

  - Бургундія —
    - король Теодоріх II (596–613)
    - мажордом Клавдій (606–613)

  - Герцогство Васконія — герцог Женіал (602–626)
  - Нейстрія —
    - король Хлотар II (584–629)
    - мажордом Ландрік (604–612)
- Фризія — король Аудульф (600-?)
- Швеція — король Сьйольве (600-615?)

## Азія
- Абазгія — князь Фініктіос (бл. 580 — бл. 610), його змінив князь Барук (бл. 610 — бл. 640)
- Диньяваді (династія Сур'я) — раджа Сур'я Сіт'я (600–618)
- Джабія (династія Гассанідів) — цар Аль-Айхам VII ібн Джабала (?-614)
- Західно-тюркський каганат — каган Хешана-каган (604–612)
- Індія:
  - Вішнукундина — цар Янссрайя Мадхав Варма IV (573–621)
  - Гаудадеша — раджа Шашанка (590–626)
  - Західні Ганги — магараджа Полавіра (604–629)
  - Камарупа — цар Бхаскарварман (600–650)
  - Маітрака — магараджа Сіладіт'я I (595–615)
  - Династія Паллавів  — махараджа Махендраварман I (571–630)
  - Держава Пандья — раджа Мараварман Авані Куламані (590–620)
  - Раджарата — раджа Моггаллана III (608–614)
  - Імперія Харша — магараджа Харша (606–646)
  - Чалук'я — раджа Сат'яшрая Пулакешін II Чалук'я (609–615)
- Картлі — ерісмтавар Стефаноз I (590–627)
- Кахетія — князь Адарнасе I (580–637)
- Китай:
  - Династія Суй — імператор Імператор Ян (Суй Ян-ді) (604–617)
  - Тогон — Муюн Фуюнь (597–635)
- Корея:
  - Когурьо — тхеван (король) Йонянхо (590–618)
  - Пекче — король Му (600–641)
  - Сілла — ван Чинпхьон (579–632)
- Паган — король Хтун Шіт (598–613)
- Персія:
  - Держава Сасанідів — шахіншах Хосров II Парвіз (591–628)
- Східно-тюркський каганат — каган Шібі-каган (609–619)
- Тарума (острів Ява) — цар Кертаварман (561–628)
- Тибет — цар Намрі Сонгцен (601–617)
- Чампа — князь Самбуварман (572–629)
- Ченла — раджа Махендраварман (598–610)
- Японія — імператриця Суйко (592–628), правила за допомогою небіжа принца Шьотоку (592–622)

## Африка
- Аксумське царство — негус Герсем (600–614)

## Північна Америка
- Цивілізація Майя:
  - Бонампак — божествений цар Ах-Ольналь (605–610, 611 — ?), його змінив цар Ах Чан Ток’ (610–611)
  - Канульське царство — цар Ук'ай Кан (579–611)
  - Караколь — цар Кнот Лорд (599–613)
  - Копан — цар К'ак'-Ті-Чан (578–628)
  - Паленке — цариця Ахен (Й)о'ль Мат (605–612)
  - Тоніна — цар К'ініч Гікс Хапат (595–665)